# Alexander Fleming

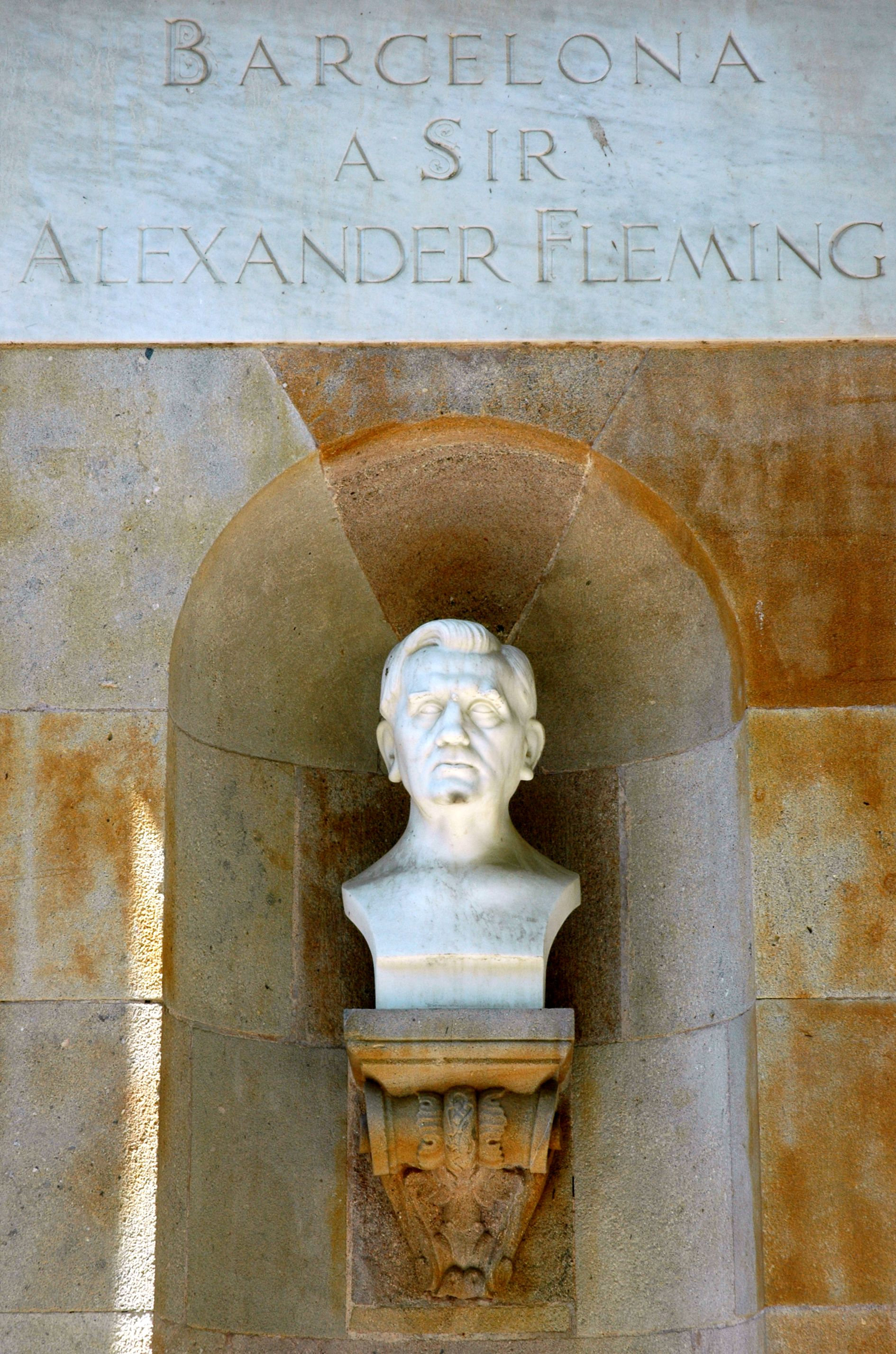
Barcelona a Sir Alexander Fleming (1956), obra de Josep Manuel Benedicto en mármol blanco y piedra de Montjuïc. Barcelona: jardines del Doctor Fleming.

Alexander Fleming (Darvel, Escocia, 6 de agosto de 1881-Londres, 11 de marzo de 1955) fue un médico y científico británico famoso por  ser el descubridor de la penicilina, al observar de forma casual sus efectos antibióticos sobre un cultivo bacteriano, fue obtenida a partir del hongo Penicillium notatum. Fleming se formó en la Universidad de Londres, donde más tarde sería profesor e investigador en bacteriología. En 1945 se le concedió el Premio Nobel de Medicina. También descubrió la enzima antimicrobiana lisozima.

## Biografía

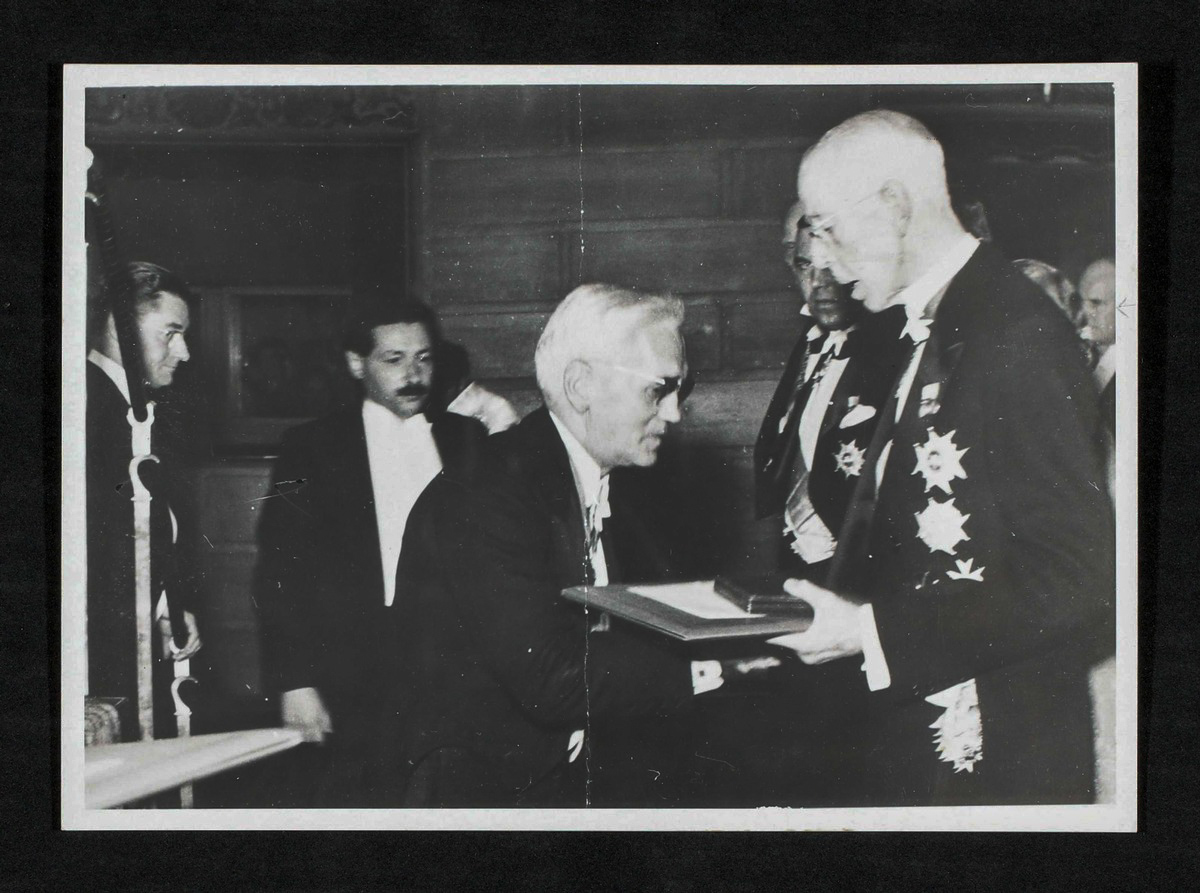
Sir Alexander Fleming en el acto de recibir el Nobel del rey sueco.

Nacido el 6 de agosto de 1881 en la granja de Lochfield, cerca de Darvel, en Ayrshire, Escocia, Alexander Fleming fue el tercero de los cuatro hijos del granjero Hugh Fleming y Grace Stirling Morton, hija de un granjero vecino. Hugh Fleming tuvo cuatro hijos supervivientes de su primer matrimonio. Tenía 59 años cuando se casó por segunda vez con Grace, y murió cuando Alexander tenía siete años.
Fleming fue a la Loudoun Moor School y Darvel School, y obtuvo una beca de dos años en la Kilmarnock Academy antes de trasladarse a Londres, donde asistió a la Royal Polytechnic Institution. Tras trabajar en una oficina de envíos durante cuatro años, Alexander Fleming, de veinte años, heredó algo de dinero de un tío, John Fleming. Su hermano mayor, Tom, ya era médico y le sugirió que siguiera la misma carrera, por lo que en 1903, el menor de los Fleming  se matriculó en la Escuela de Medicina del Hospital St Mary en Paddington (ahora parte del Imperial College London); obtuvo el título de MBBS (Medicinae Baccalaureus, Baccalaureus Chirurgiae) con distinción en 1906.
Fleming, que fue soldado raso en el Regimiento Escocés de Londres de la Fuerza de Voluntarios de 1900 a 1914, había sido miembro del club de tiro de la facultad de medicina. El capitán del club, deseoso de retener a Fleming en el equipo, le sugirió que se uniera al departamento de investigación de St Mary's, donde se convirtió en bacteriólogo asistente de Sir Almroth Wright, pionero en terapia de vacunas e inmunología. En 1908 obtuvo el título de BSc con medalla de oro en bacteriología, y fue profesor en St Mary's hasta 1914.
Comisionado teniente en 1914 y ascendido a capitán en 1917, Fleming sirvió durante toda la Primera Guerra Mundial en el Cuerpo Médico del Ejército Real, y fue Mencionado en Despachos. Él y muchos de sus colegas trabajaron en hospitales de campaña en el Frente Occidental en Francia.
En 1918 regresó al St Mary's Hospital, donde fue elegido Profesor de Bacteriología de la Universidad de Londres en 1928.En 1951 fue elegido rector de la Universidad de Edimburgo por un mandato de tres años.

## Descubrimientos
Los dos descubrimientos de Alexander Fleming ocurrieron en los años veinte y aunque fueron accidentales demuestran la gran capacidad de observación e intuición de este médico escocés. Descubrió la lisozima después de que mucosidades, procedentes de un estornudo, cayeran sobre una placa de Petri en la que crecía un cultivo bacteriano. Unos días más tarde notó que las bacterias habían sido destruidas en el lugar donde se había depositado el fluido nasal.
El laboratorio de Fleming estaba habitualmente desordenado, lo que resultó una ventaja para su siguiente descubrimiento. El 28 de septiembre de 1928, estaba realizando varios experimentos en su laboratorio y el día 22, al inspeccionar sus cultivos antes de destruirlos notó que la colonia de un hongo había crecido espontáneamente, como un contaminante, en una de las placas de Petri sembradas con Staphylococcus aureus. Fleming observó más tarde las placas y comprobó que las colonias bacterianas que se encontraban alrededor del hongo (más tarde identificado como Penicillium notatum) eran transparentes debido a una lisis bacteriana. Para ser más exactos, Penicillium es un moho que produce una sustancia natural con efectos antibacterianos: la penicilina. La lisis significaba la muerte de las bacterias, y en su caso, la de las bacterias patógenas (Staphylococcus aureus) crecidas en la placa. Aunque él reconoció inmediatamente la trascendencia de este hallazgo sus colegas lo subestimaron. Fleming comunicó su descubrimiento sobre la penicilina en el British Journal of Experimental Pathology en 1929.
Fleming trabajó con el hongo durante un tiempo pero la obtención y purificación de la penicilina a partir de los cultivos de Penicillium notatum resultaron difíciles y más apropiados para los químicos. La comunidad científica creyó que la penicilina solo sería útil para tratar infecciones banales y por ello no le prestó atención.

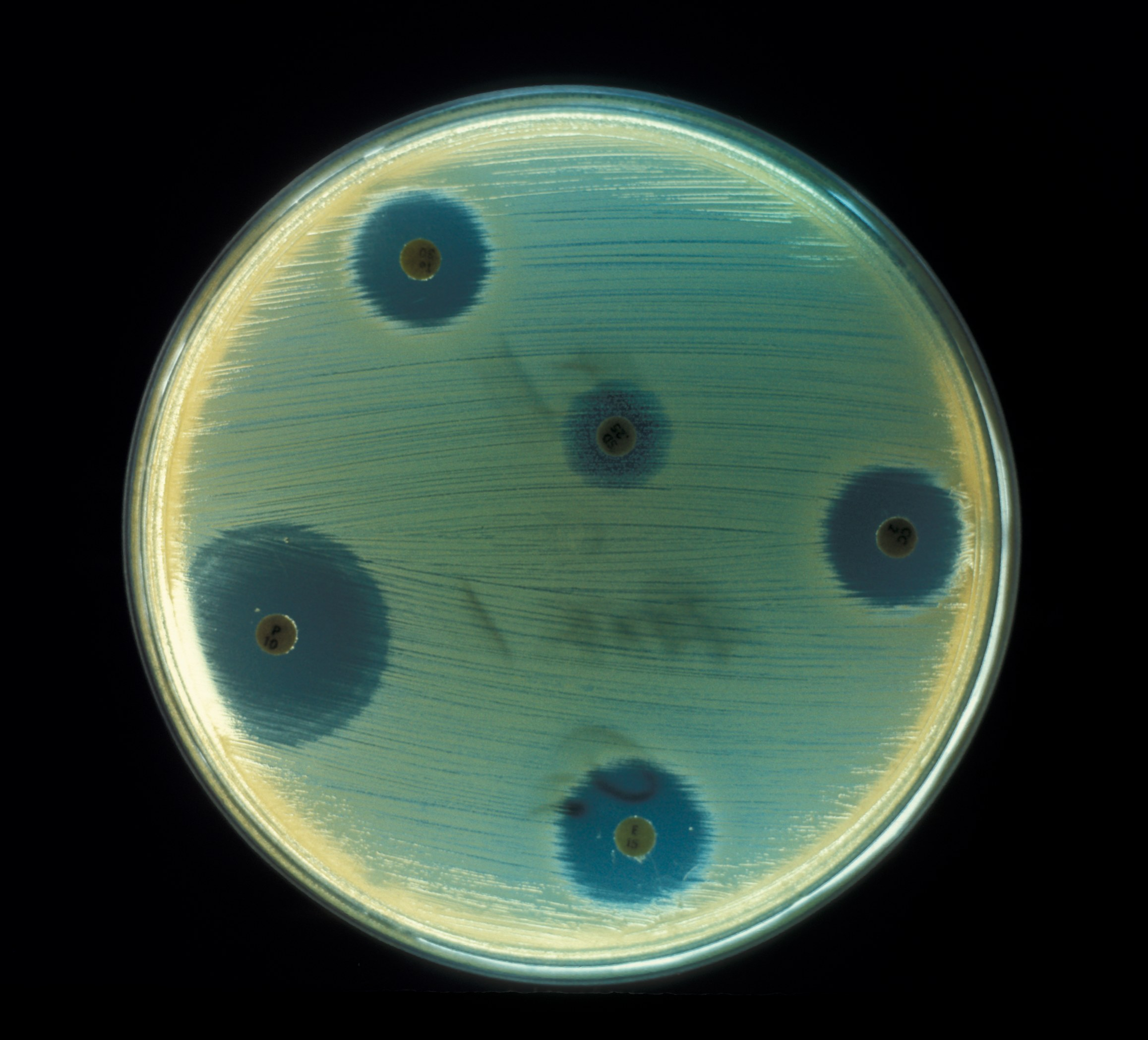
Antibióticos modernos son probados utilizando métodos similares al de Fleming

Sin embargo, el antibiótico despertó el interés de los investigadores estadounidenses durante la Segunda Guerra Mundial, quienes intentaban emular a la medicina militar alemana la cual disponía de las sulfamidas. Los químicos Ernst Boris Chain y Howard Walter Florey desarrollaron en Inglaterra un método de purificación de la penicilina que permitió su síntesis y distribución comercial para el resto de la población, sin embargo, este país tenía la totalidad de sus infraestructuras industriales dedicadas a las necesidades de la guerra. Por este motivo, ambos investigadores acudieron a Estados Unidos a poner en marcha plantas de producción dedicadas exclusivamente a la penicilina (penicillium).
Fleming no patentó su descubrimiento creyendo que así sería más fácil la difusión de un antibiótico necesario para el tratamiento de las numerosas infecciones que azotaban a la población. Por sus descubrimientos, Fleming compartió el Premio Nobel de Medicina en 1945 junto a Ernst Boris Chain y Howard Walter Florey.
Fleming fue miembro del Chelsea Arts Club, un club privado para artistas fundado en 1891 por sugerencia del pintor James McNeil Whistler. Se cuenta como anécdota que Fleming fue admitido en el club después de realizar "pinturas con gérmenes", pinturas que consistían en pincelar el lienzo con bacterias pigmentadas, las cuales eran invisibles mientras pintaba pero surgían con intensos colores una vez crecidas después de incubar el lienzo. Las especies bacterianas que utilizaba eran:
- Serratia marcescens - rojo
- Chromobacterium violaceum - púrpura
- Micrococcus luteus - amarillo
- Micrococcus varians - blanco
- Micrococcus roseus - rosa
- Bacillus sp. - naranja

Estando de viaje por España, en 1948, enferma su esposa del mal que truncaría su vida meses después. Con todo, continúa su trabajo en el Instituto del St. Mary (Saint Mary's College) que dirige desde 1946. Allí conoce a la Dra. Voureka con la que contrae matrimonio en 1953.
Alexander Fleming murió en Londres en 1955 de un ataque cardíaco. Fue enterrado como héroe nacional en la cripta de la catedral de San Pablo de Londres.
Su descubrimiento de la penicilina significó un cambio drástico para la medicina moderna iniciando la llamada «Era de los antibióticos», otros investigadores posteriores aportaron nuevos antibióticos, como la estreptomicina utilizada para el tratamiento de la tuberculosis, salvando millones de vidas. El aporte científico de Fleming es doble pues además de descubrir una molécula química (penicilina) también encontró una molécula enzimática (lisozima) con actividad antibiótica. Las enzimas, como la lisozima, y los péptidos antibióticos son componentes naturales de la inmunidad innata de los animales que podrían ser utilizados con fines terapéuticos similares a la penicilina. Por esta razón Fleming puede ser considerado como el primero en descubrir una enzima antimicrobiana.

## Premios y reconocimientos

### Títulos y nombramientos
- En 1944, fue nombrado Sir por el rey Jorge VI.[14]
- Fue nombrado  Knight Bachelor, también por el rey Jorge VI en 1944.[15]
- Premio Nobel de Medicina en 1945.
- En 1951 fue nombrado rector de la Universidad de Edimburgo[16]
- Miembro de la  Pontificia Academia de  las Ciencias (Ciudad del Vaticano).
- Miembro de la Royal Society del Reino Unido, FRS (Fellow of de Royal Society).
- Miembro del Real Colegio de Cirujanos de Inglaterra  (Royal College of Surgeons of England).
- En 1999 la revista Time lo nombra como una de las 100 personas más importantes del siglo XX.

### Condecoraciones
- Gran Cruz de la Orden Civil de Alfonso X el Sabio, en 1948 (España)[17]
- Gran Cruz de la Legión de Honor de la República Francesa.[18]
- Medalla al Mérito, condecoración civil que es concedida por el presidente de Estados Unidos.[18]
- Gran Cruz de la Orden del Fénix (Grecia).[18]

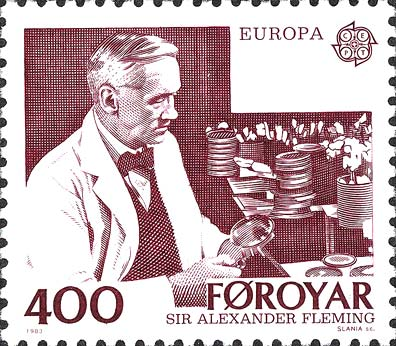
Sello postal conmemorativo de Fleming de las Islas Feroe.

## Legado

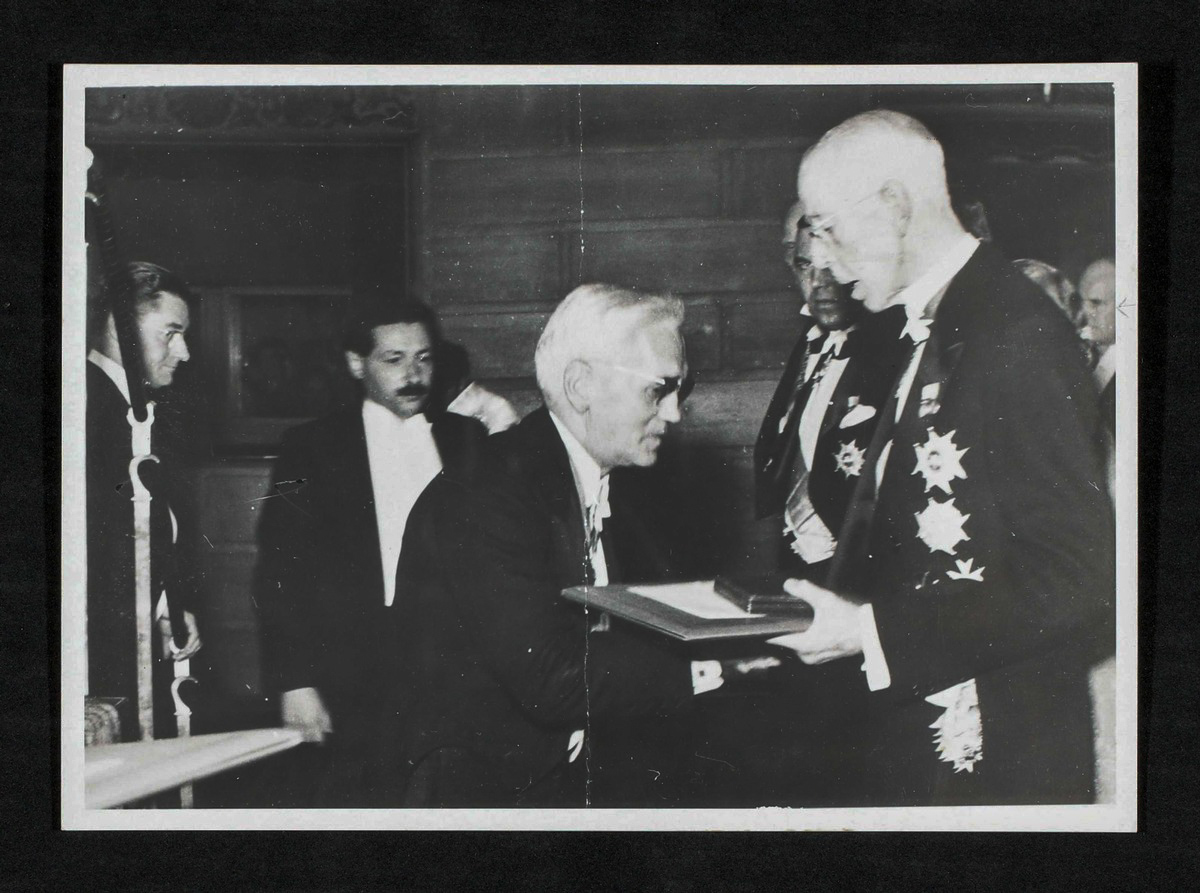
Sir Alexander Fleming (centro) recibiendo el premio Nobel de manos del rey Gustavo V de Suecia (derecha) en 1945

El descubrimiento de la penicilina por parte de Fleming cambió el mundo de la medicina moderna al introducir la era de los antibióticos útiles; la penicilina ha salvado, y sigue salvando, a millones de personas en todo el mundo.
El laboratorio del Hospital St Mary's donde Fleming descubrió la penicilina alberga el Museo Fleming, una popular atracción de Londres. Su alma mater, la Escuela de Medicina del Hospital St Mary, se fusionó con el Imperial College London en 1988. En 1998 se inauguró el Edificio Sir Alexander Fleming en el campus de South Kensington, donde su hijo Robert y su bisnieta Claire fueron presentados a la Reina; actualmente es uno de los principales lugares de enseñanza preclínica de la Escuela de Medicina del Imperial College.
Su otra alma mater, la Royal Polytechnic Institution (en la actualidad la Universidad de Westminster) ha bautizado una de sus residencias de estudiantes con el nombre de Alexander Fleming House, que está cerca de Old Street.
- En 1999, la revista Time nombró a Fleming uno de los Las 100 personas más importantes del siglo XX, afirmando:

La importancia de su trabajo fue reconocida con la colocación de una placa como International Historic Chemical Landmark en el Alexander Fleming Laboratory Museum de Londres el 19 de noviembre de 1999.

- Cuando se acercaba el año 2000, al menos tres grandes revistas suecas calificaron la penicilina como el descubrimiento más importante del milenio.
- En 2002, Fleming fue nombrado en la lista de la BBC de los 100 británicos más importantes tras una votación a nivel nacional.[21]
- Una estatua de Alexander Fleming se encuentra frente a la principal plaza de toros de Madrid, la Plaza de Toros de Las Ventas.[22] Se erigió por suscripción de los matadores agradecidos, ya que la penicilina redujo en gran medida el número de muertes de los matadores en las plaza de toros.[22]
- Flemingovo náměstí es una plaza que lleva el nombre de Fleming en la zona universitaria de la comunidad de Dejvice en Praga.
- Una escuela secundaria lleva su nombre en Sofía, Bulgaria.
- En Atenas, Grecia, una pequeña plaza en el distrito céntrico de Votanikos lleva el nombre de Fleming y su busto. También hay varias calles en el centro de Atenas y otras ciudades de Grecia que llevan el nombre de Fleming o de su segunda esposa griega, Amalia.
- A mediados de 2009, Fleming fue conmemorado en una nueva serie de Billetes de la libra esterlina emitidos por el Clydesdale Bank; su imagen aparece en la nueva emisión de billetes de 5 libras esterlinas.[23]
- En 2009, Fleming fue votado como el tercer mejor escocés en una encuesta de opinión realizada por el canal de televisión STV, solo por detrás del poeta nacional de Escocia Robert Burns y el héroe nacional William Wallace.[24]
- La estación Fleming, en la red de Metro de Salónica, toma su nombre de la calle Fleming en la que se encuentra.
- El Colegio Sir Alexander Fleming es un colegio británico en Trujillo, al norte del Perú

### Eponimia
- El cráter lunar Fleming lleva este nombre en su memoria, honor compartido con la astrónoma estadounidense del mismo apellido Williamina Fleming (1857-1911).
- 91006 Fleming, un asteroide del Cinturón de Asteroides, lleva el nombre de Fleming.
- Bromeliaceae Bromelia flemingii I.Ramirez & Carnevali[25]